# Osiedle Grunwaldzkie (Pszów)
Osiedle Grunwaldzkie – osiedle Pszowa (przy Osiedlu Józefa Tytki, Osiedlu Tadeusza Kościuszki i Osiedlu Alojzego Biernackiego). Panuje tu zabudowa bloków mieszkalnych. Trzy bloki na osiedlu są czteropiętrowe, reszta po dwa piętra. Do samego osiedla należą ulice:
- Juranda,
- księcia Witolda,
- Władysława Jagiełły,

Dodatkowo ulice, które ograniczają osiedle to ulica Jagienki (od wschodu), ulica Sportowa (od zachodu), ulica Romualda Traugutta (od północy) i ulica Leona Kruczkowskiego (od południa).

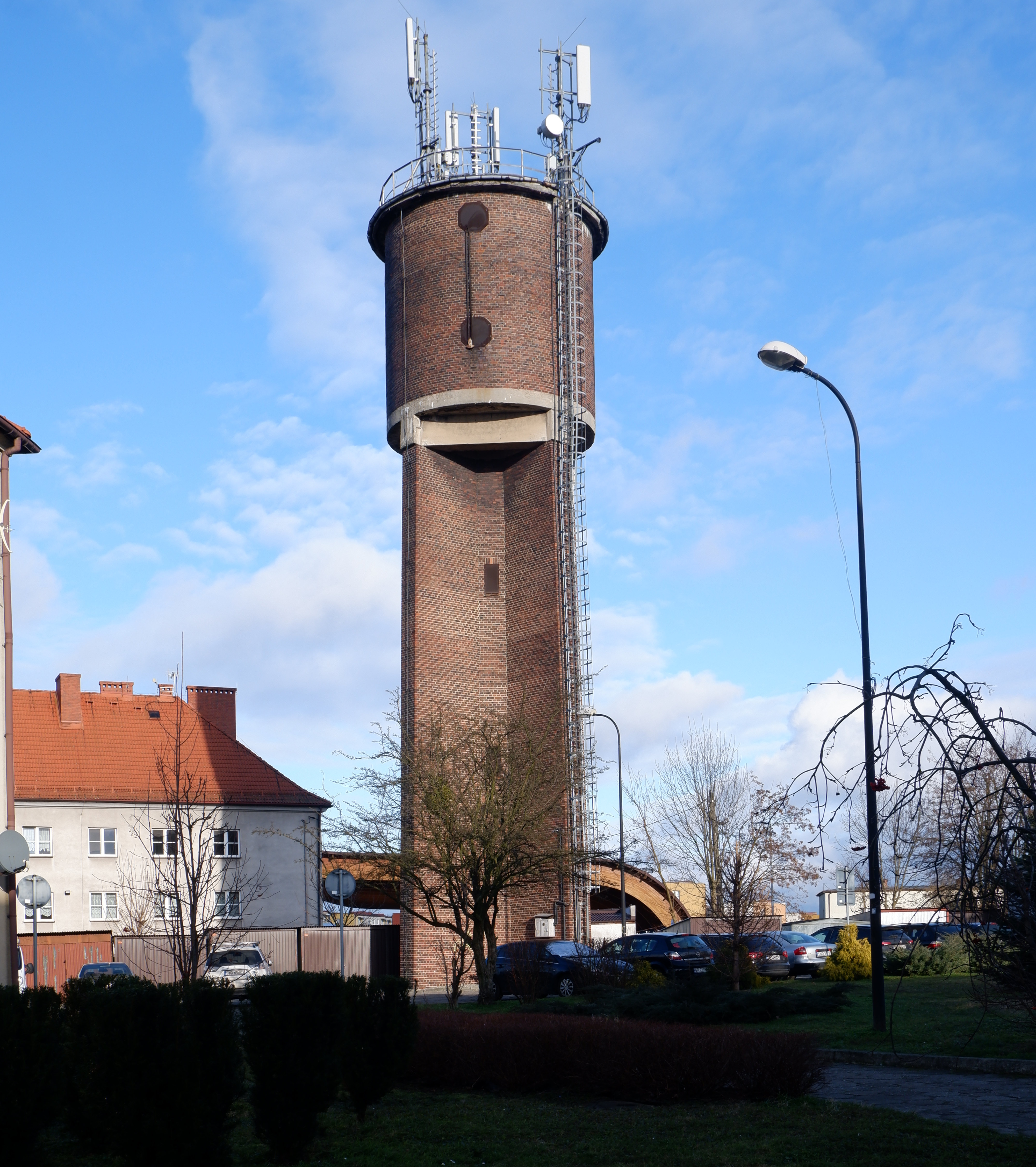
Wieża ciśnień

Obok bloku przy ulicy Władysława Jagiełły 7 znajduje się krzyż, przy którym są odprawiane nieszpory majowe. Samo osiedle sąsiaduje z osiedlem Józefa Tytki i centrum miasta.
Niedaleko osiedla znajdują się lodowisko, Filia nr 1 Biblioteki Publicznej, pasaż handlowy Euro Park, hałda „Wrzosy”, Zespół Szkół Ponadgimnazjalnych, stadion, Szkoła Podstawowa nr 1, targowisko miejskie.
Na placu zabaw przy ulicy Władysława Jagiełły znajduje się niedziałająca wieża ciśnień. Na ulicy Juranda znajduje się Publiczne Przedszkole nr 1 im. Misia Uszatka. Ulica Juranda liczy 12 bloków mieszkalnych, ulica księcia Witolda-13, a ulica Władysława Jagiełły 8.